# Hokejová reprezentace Čech

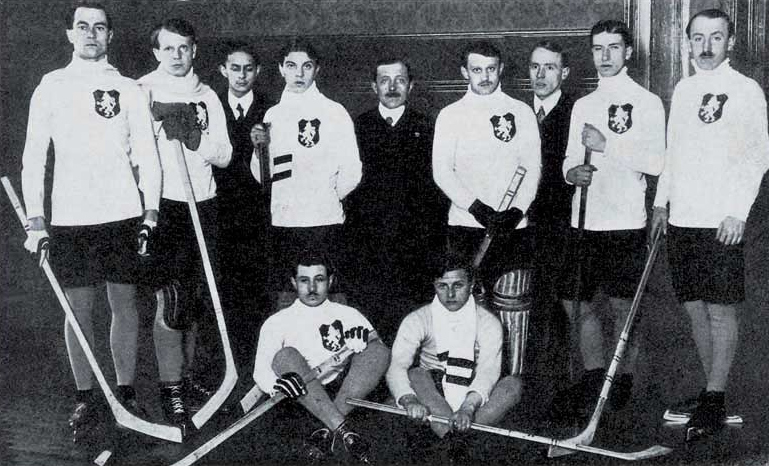
České hokejové mužstvo – mistr Evropy 1911 Zleva: Jaroslav Jarkovský, Otakar Vindyš, mezinárodní sekretář Svazu Josef Laufer, Josef Šroubek, předseda Svazu Emil Procházka, Jaroslav Hamáček, Miloslav Fleischmann, Jan Palouš, Jan Fleischmann. Pod nimi: Jaroslav Jirkovský a Josef Rublič.

Hokejová reprezentace Čech byl národní hokejový tým Českého království, v té době korunní země Rakouska-Uherska. Reprezentace byla na evropské scéně nejúspěšnějším reprezentačním týmem v ledním hokeji před první světovou válkou. Jejími přirozenými následníky se posléze staly československá a dále česká hokejová reprezentace.
Čeští reprezentanti se dle rozhodnutí hokejového svazu zúčastnili již prvního mezinárodního turnaje, který spadal pod LIHG a konal se ve francouzském Chamonix. Později bylo těchto osm hráčů nazváno hokejovými mušketýry. Výprava pod vedením Josefa Grusse prohrála všechna čtyři utkání, ale získala důležité poznatky o stylu a pravidlech hry. Seznámila se také s potřebným hráčským vybavením pro lední hokej (tehdy pro odlišení od bandy hokeje označovaný jako kanadský) .
Hráči reprezentace pocházeli v celém tomto období vesměs z Prahy, a to ponejvíce z klubů Slavie a ČSS. Reprezentační tým se poprvé utkal se skutečnými kanadskými hráči 7. ledna 1911. Do Prahy tehdy přijeli Oxford Canadians, což byli kanadští studenti ze známé britské univerzity. Čeští reprezentanti prohráli přijatelným rozdílem 0:4 především díky výkonu brankáře Karla Wälzera.
I přes problémy s přípravou, které zapříčinila obleva, se reprezentace vydala na mistrovství Evropy v ledním hokeji 1911. Mezinárodní sekretář hokejového svazu Josef Laufer zde započal svoji novinářskou kariéru, když telefonoval do Národních listů překvapivou zprávu o tom, že české mužstvo celý turnaj vyhrálo. Obhájený titul byl českému týmu na mistrovství Evropy konaném v Praze upřen, protože turnaj byl dodatečně anulován. Reprezentační tým ovšem potvrdil mimořádné schopnosti i v dalších letech, kdy skončil na mistrovství Evropy druhý jen kvůli horšímu skóre a opět první.
Hokejová reprezentace Čech neskončila na žádném z mistrovství Evropy, jichž se zúčastnila, hůře než druhá a jako jediná dokázala vyhrát dva tyto turnaje. To vše se dařilo, ačkoli český tým neměl na rozdíl od soupeřů k dispozici umělou ledovou plochu. Hráči se navíc museli složitě uvolňovat ze zaměstnání a studií.

## Účast reprezentace Čech na mistrovství Evropy 1911–1914
| ME      | Místo   | Umístění         |
| ------- | ------- | ---------------- |
| ME 1911 | Berlín  | Zlatá medaile    |
| ME 1912 | Praha   | anulováno        |
| ME 1913 | Mnichov | Stříbrná medaile |
| ME 1914 | Berlín  | Zlatá medaile    |

## Celková bilance mezistátních utkání reprezentace Čech podle soupeřů
| Soupeř         | Zápasy | Výhry | Remízy | Prohry | Skóre |
| -------------- | ------ | ----- | ------ | ------ | ----- |
| Belgie         | 4      | 2     | 1      | 1      | 17:9  |
| Francie        | 1      | 0     | 0      | 1      | 1:8   |
| Německo        | 4      | 3     | 1      | 0      | 12:5  |
| Rakousko       | 2      | 2     | 0      | 0      | 12:0  |
| Švýcarsko      | 2      | 1     | 0      | 1      | 15:8  |
| Velká Británie | 1      | 0     | 0      | 1      | 0:11  |
| Celkem         | 14     | 8     | 2      | 4      | 57:41 |

## Celková bilance mezistátních utkání reprezentace Čech podle sezón
| Sezóna  | Zápasy | Výhry | Remízy | Prohry | Skóre |
| ------- | ------ | ----- | ------ | ------ | ----- |
| 1908/09 | 4      | 0     | 0      | 4      | 4:31  |
| 1910/11 | 3      | 3     | 0      | 0      | 20:1  |
| 1911/12 | 2      | 1     | 1      | 0      | 7:2   |
| 1912/13 | 3      | 2     | 1      | 0      | 15:6  |
| 1913/14 | 2      | 2     | 0      | 0      | 11:1  |
| Celkem  | 14     | 8     | 2      | 4      | 57:41 |

## Reprezentovali v letech 1909/14
| Post     | Hráč              | Zápasy | Branky |
| -------- | ----------------- | ------ | ------ |
| Brankáři | Jaroslav Hamáček  | 3      | 1      |
|          | Karel Wälzer      | 3      | 2      |
|          | Jan Peka          | 3      | 6      |
|          | Josef Gruss       | 2      | 16     |
|          | Miloslav Potůček  | 2      | 15     |
|          | Václav Pondělíček | 1      | 1      |

| Post     | Hráč               | Zápasy | Branky |
| -------- | ------------------ | ------ | ------ |
| Obránce  | Jan Fleischmann    | 14     | 0      |
| Obr/Zál  | Jan Pallausch      | 13     | 2      |
| Útočník  | Jaroslav Jarkovský | 12     | 15     |
| Zál/Úto  | Otakar Vindyš      | 11     | 10     |
| Útočník  | Jaroslav Jirkovský | 10     | 19     |
| Zál/Úto  | Josef Šroubek      | 7      | 7      |
| Záložník | Ctibor Malý        | 4      | 0      |
| Obránce  | Boleslav Hammer    | 4      | 0      |
| Obránce  | František Rublič   | 3      | 0      |
| Útočník  | Karel Pešek        | 2      | 3      |
| Útočník  | Josef Páral        | 2      | 1      |
| Útočník  | Josef Rublič       | 2      | 0      |
| Záložník | Josef Loos         | 1      | 0      |

## Mistři Evropy
- Jaroslav Hamáček (1911)
- Karel Wälzer (1914)
- Václav Pondělíček (1914)
- Otakar Vindyš (1911)
- Jan Palouš (1911, 1914)
- Jan Fleischmann (1911, 1914)
- Jaroslav Jirkovský (1911, 1914)
- Jaroslav Jarkovský (1911)
- Josef Rublič (1911)
- Josef Šroubek (1911)
- Miloslav Fleischmann (1911)
- Josef Loos (1914)
- František Rublič (1914)
- Karel Pešek (1914)
- Josef Páral (1914)

## Nástupci hokejové reprezentace Čech
- Československá hokejová reprezentace (1920–1939, 1945–1992)
- Hokejová reprezentace Protektorátu Čechy a Morava (1940)
- Česká hokejová reprezentace (1993 – ?)